# Srednji Bučumet
Srednji Bučumet es un pueblo ubicado en la municipalidad de Medveđa, en el distrito de Jablanica, Serbia.

## Superficie
Posee una superficie de 12,06 kilómetros cuadrados.

## Demografía
Hasta 2011 la población era de 150 habitantes, con una densidad de población de 12,44 habitantes por kilómetro cuadrado.